# Divizia B 2001-2002
Divizia B 2001-2002 a fost a 62-a ediție a Diviziei B, al doilea eșalon fotbalistic al României.
Echipele de pe primul loc din fiecare serie au promovat direct în Divizia A la finalul sezonului, cele de pe locul secund au jucat un baraj de promovare, în timp ce cinci echipe din prima serie și trei din a doua au retrogradat în Divizia C.

## Golgheteri Seria 1
- Alexandru Bălțoi - Poiana Câmpina - 11
- Virgil Lăscărache - Inter Gaz București - 8
- Marius Păcurar - Foresta Suceava - 8
- Mihai Ilie - Cimentul Fieni - 7
- Giani Gorga - FC Onești - 7
- Viorel Dinu - Electromagnetica București - 7
- Dănuț Mitruc - Laminorul Roman - 6
- Cristian Șchiopu - Foresta Suceava - 6
- Mihai Antal - Metalul Plopeni - 6
- Adrian Albinaru - Metalul Plopeni - 5

## Golgheteri Seria 2
- Sandu Negrean - FC Baia Mare - 14
- Ciprian Prodan - Universitatea Cluj - 12
- Adrian Anca - ISCT - 12
- Daniel Stan - Internațional Pitești - 12
- Eugen Neagoe - Extensiv Craiova - 8
- Claudiu Boaru - Gaz Metan Mediaș - 8
- Marius Bilașco - FC Baia Mare - 8
- Vasile Jercălău - Unirea Alba Iulia - 8
- Sorin Frunză - Jiul Petroșani - 7
- Sorin Ciobanu - Unirea Alba Iulia - 7
- Radu Neguț - ISCT - 7
- Pavel Badea - Extensiv Craiova - 6
- Cătălin Bozdog - Olimpia Satu Mare - 6
- Vasile Ciocoi - CSM Reșița - 6
- Mircea Stanciu - Gaz Metan Mediaș - 6
- Cornel Cornea - FC Baia Mare - 6
- Sorin Vintilescu - Pandurii Târgu Jiu - 6
- Valentin Badea - Jiul Petroșani - 5
- Filip Popescu - Jiul Petroșani - 5
- Gigi Gorga - Olimpia Satu Mare - 5
- Leontin Doană - CSM Reșița - 5
- Cristian Pușcaș - ASA Târgu Mureș - 5
- Sorin Oncică - ISCT - 5